# Tiefstack
Der Tiefstack (frühere Schreibweise: Tiefstaak) ist ein Niederungsgebiet zwischen Norderelbe und Bille im Osten Hamburgs. Es erstreckt sich um die Mündung des von der Bille kommenden Tiefstackkanals in die Billwerder Bucht, einen Altarm der Norderelbe. Der Tiefstack liegt im Grenzbereich der Stadtteile Rothenburgsort und Billbrook.

## Heizkraftwerk Tiefstack
Bekannt ist Tiefstack durch das ehemalige Kohlekraftwerk der Hamburgischen Electricitäts-Werke (HEW), das am 17. Januar 1917 mit einer Nennleistung von 20.000 kW in Betrieb genommen wurde und mit seinen vier markanten Schornsteinen ab 1923 für Jahrzehnte das Firmenzeichen der HEW bildete. Mit dem Bau des Kraftwerks wurde 1914 begonnen. Es verfügte bei seiner Fertigstellung im Jahr 1925 mit 24 Kesseln über eine Nennleistung von 85 MW, die nach Erneuerung der Turbinen bis 1953 auf 130 MW gesteigert werden konnte. Im Jahr 1933 erhielt die Anlage eine Ausrüstung als Heizkraftwerk, das nach dem Prinzip der Kraft-Wärme-Kopplung Dampf in das Hamburger Fernwärme-Netz lieferte. 1950 wurde die Anlage zu einem Hochdruck-Kraftwerk modernisiert. Die ursprünglich 100 Meter hohen Schornsteine des Kraftwerks wurden 1952 auf eine Höhe von 75 Metern verkürzt.
Ab 1984 entstand auf einer mit Sand aus der Norderelbe aufgespülten Fläche neben dem Kraftwerk ein kombiniertes Heizkraftwerk mit Steinkohle-Feuerung, das 1993 den Betrieb aufnahm. Im gleichen Jahr wurde das alte Kraftwerk stillgelegt und bis Mitte der 1990er abgebrochen. Das neue Kraftwerk wurde nach der Übernahme der HEW durch Vattenfall Europe Wärme betrieben, seit 2019 ist es wieder in städtischer Hand. Auf dem Gelände des Kohlekraftwerkes wurde 2009 zusätzlich ein Gas-und-Dampf-Kombikraftwerk mit 125 MW in Betrieb genommen, das Erdgas verfeuert.
Der in den 1930er Jahren errichtete Gasometer Tiefstack wurde 1986 abgerissen.

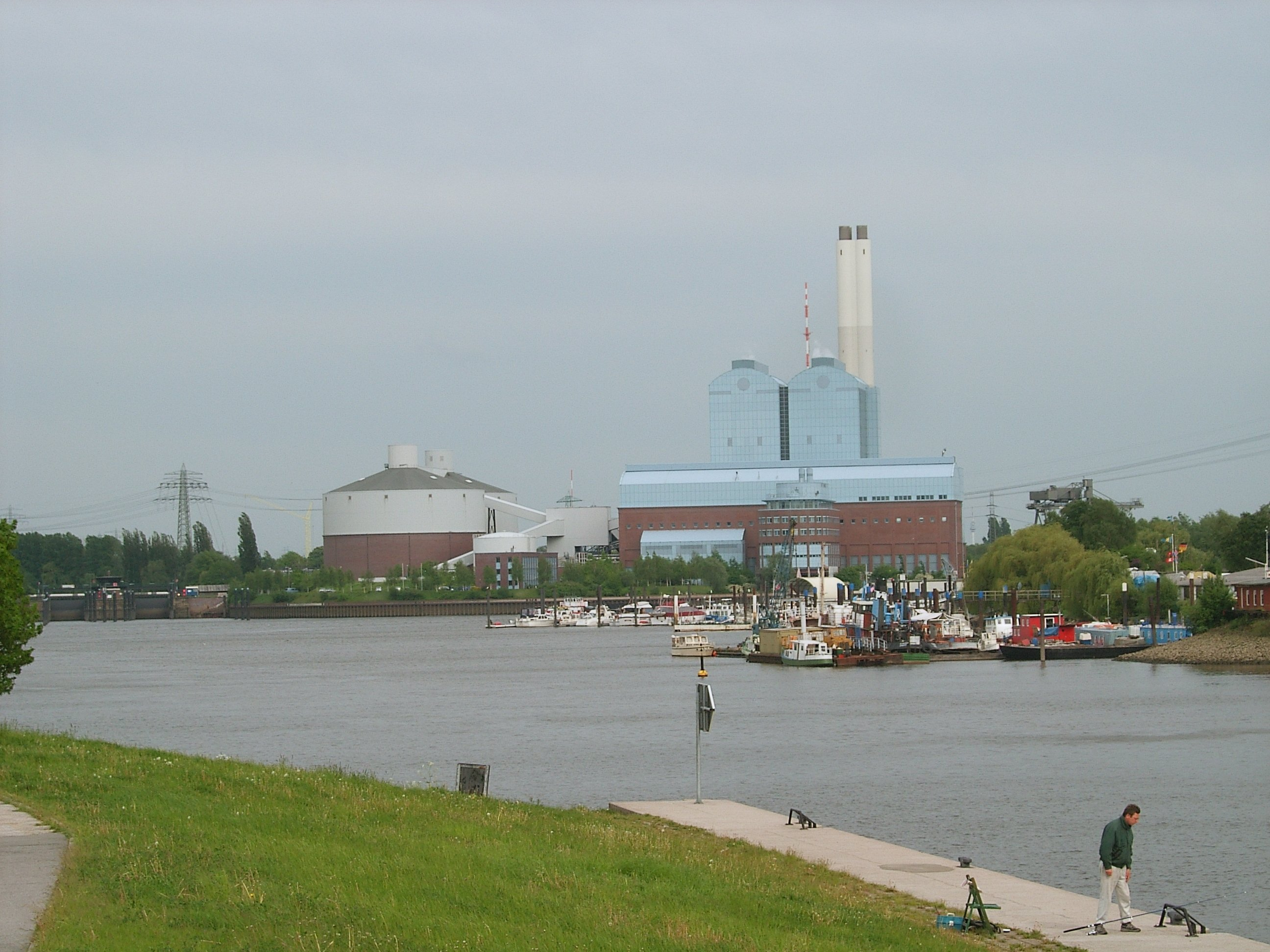
Heizkraftwerk Tiefstack und Billwerder Bucht
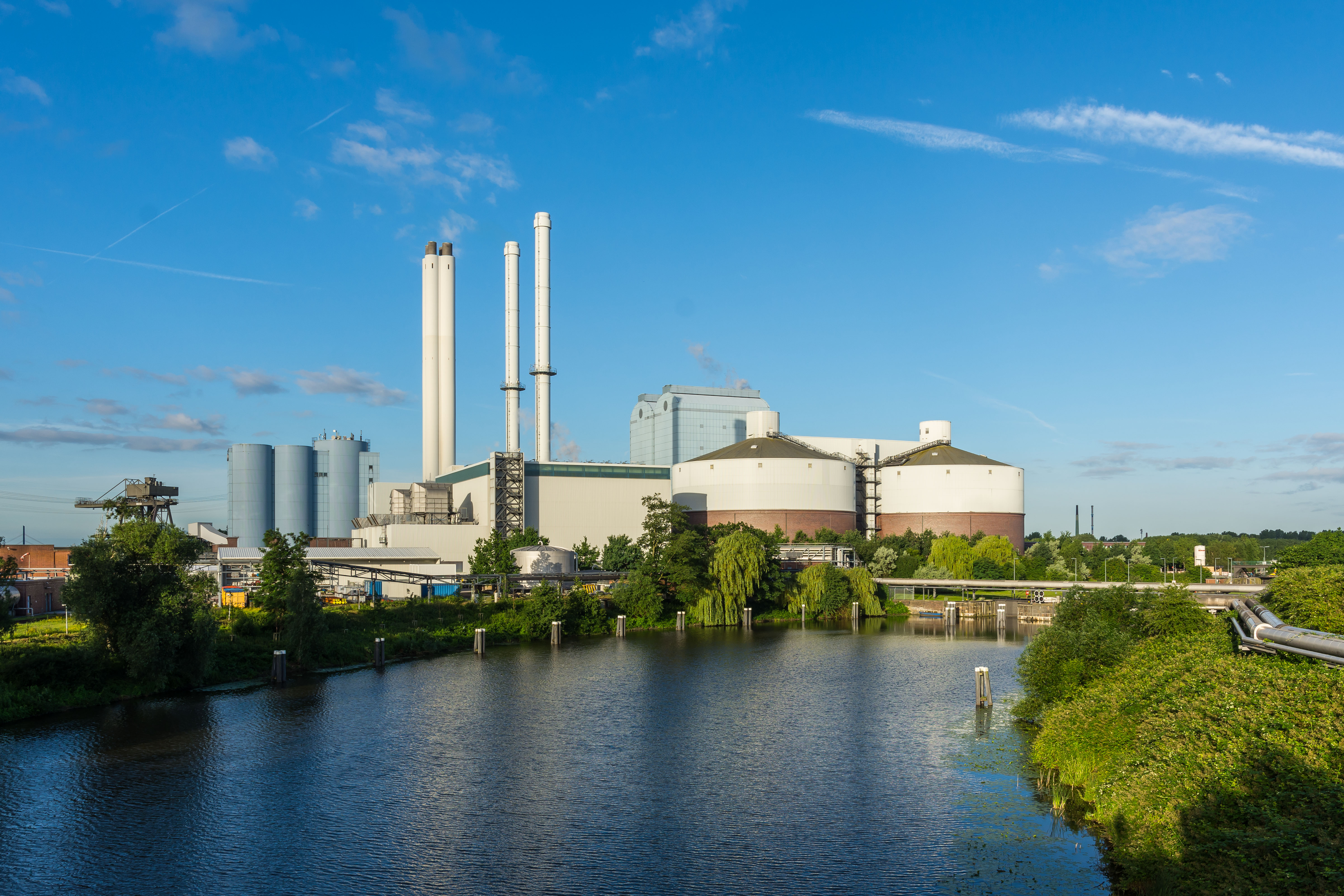
Tiefstackkanal und Heizkraftwerk mit Fernwärmeleitung
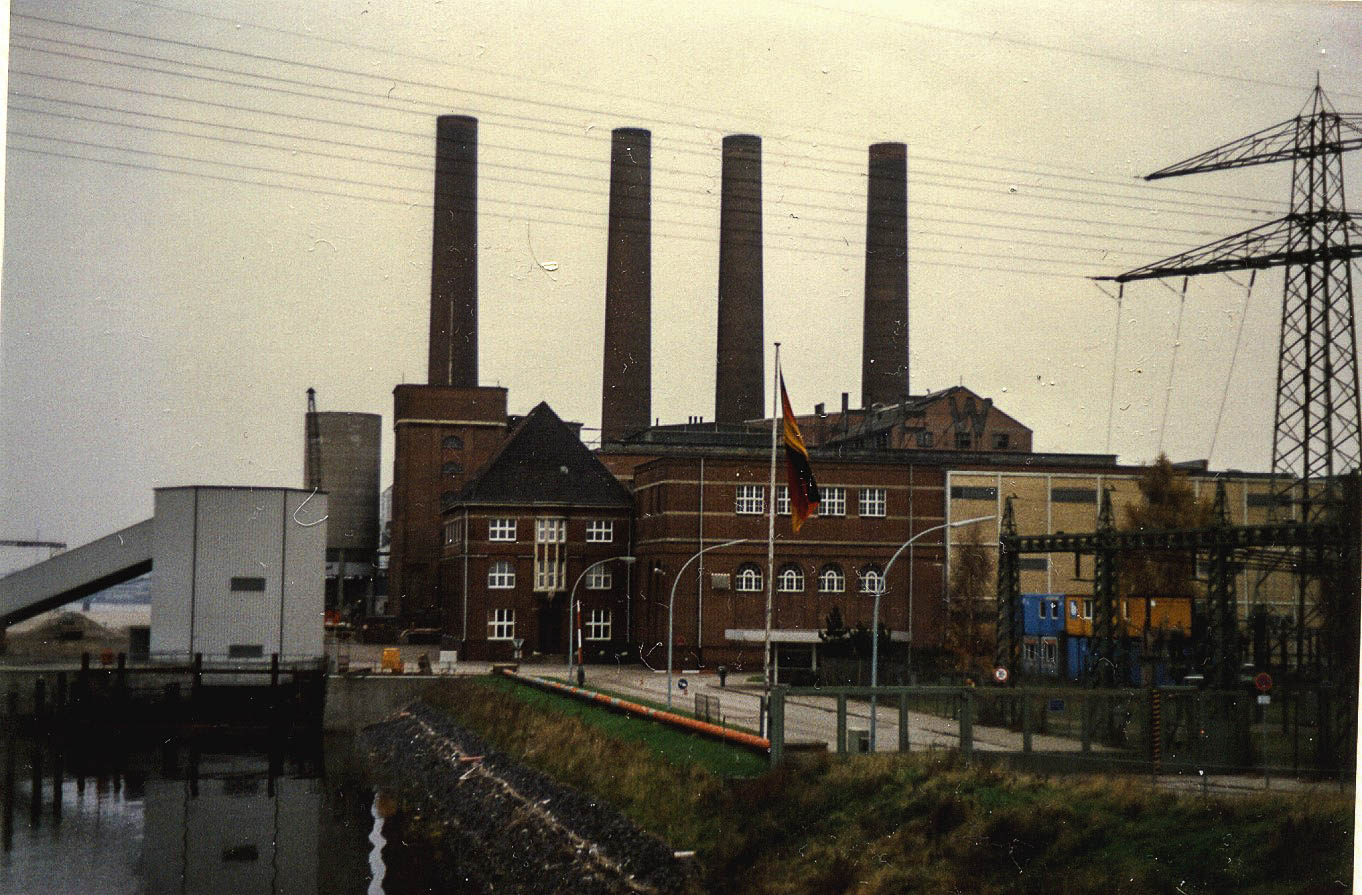
HEW-Werk Tiefstack (1986)

## KZ-Außenlager
Vom 8. Februar 1945 bis zum 7. April 1945 befand sich in Tiefstack ein Konzentrationslager für Frauen. Für die Unterbringung von etwa 500 tschechischen Jüdinnen aus dem Außenlager Hamburg-Neugraben war auf dem Firmengelände der Diago-Werke, in der Andreas-Meyer-Straße 11, ein Barackenlager errichtet worden. Die weiblichen Häftlinge wurden in den Diago-Werken und in der Zementfabrik Tiefstack zur Zwangsarbeit bei der Herstellung von Betonplatten für Behelfsunterkünfte eingesetzt. Darüber hinaus mussten sie für das Bauunternehmen Möller Trümmerschutt in den südlichen Stadtteilen Hamburgs und in Buxtehude räumen. Die Frauen hoben außerdem Panzergräben aus, die zur Verteidigung Hamburgs angelegt wurden, und räumten Schnee im Hamburger Innenstadtbereich. Bei einem Bombenangriff der Alliierten wurde das Außenlager Tiefstack am 20. März 1945 weitgehend zerstört. Wie viele Frauen dabei ums Leben kamen, ist nicht bekannt. Am 7. April 1945 brachte die SS die Überlebenden in das KZ Bergen-Belsen. Leiter des Frauenaußenlagers Hamburg-Tiefstack war SS-Hauptscharführer Friedrich-Wilhelm Kliem.

## Verkehr
Am Tiefstack befinden sich die Zentrale Fahrzeugverwahrstelle für abgeschleppte Fahrzeuge (ugs. Autoknast) der Polizei Hamburg sowie der Verkehrsübungsplatz der Verkehrswacht Hamburg. Außerdem gibt es dort großflächige Parkplätze.

### Eisenbahn
Tiefstack ist auch der Name der hier befindlichen Station der Hamburger S-Bahn. Sie wird von den Linie S2 bedient und verfügt über einen Mittelbahnsteig  mit zwei Zugängen. Der Bahnhof wurde bereits 1842 eröffnet, damals noch unter dem Namen Ausschläger Weg.

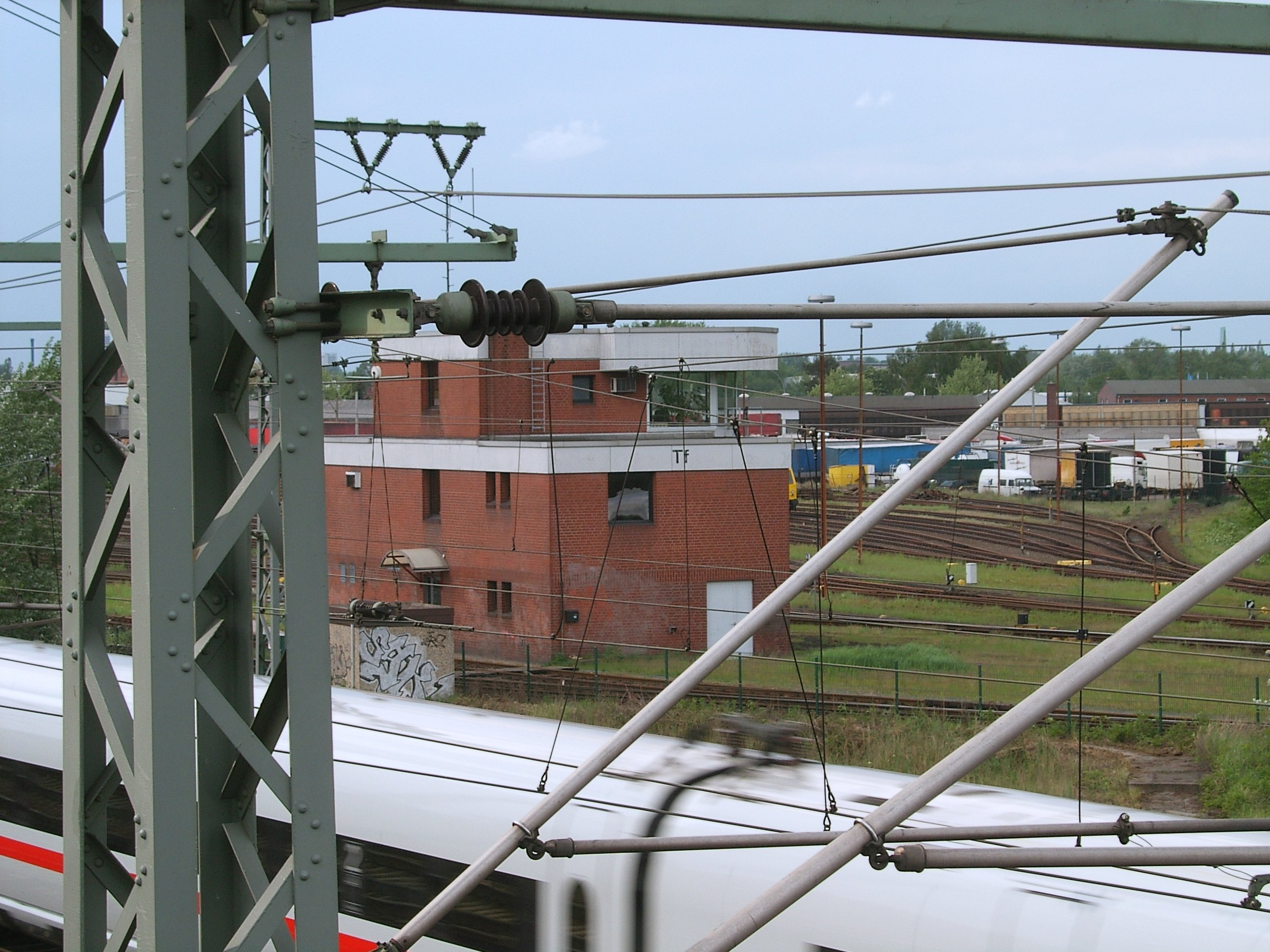
Blick auf das Stellwerk „Tf“ und den Rangierbahnhof Tiefstack
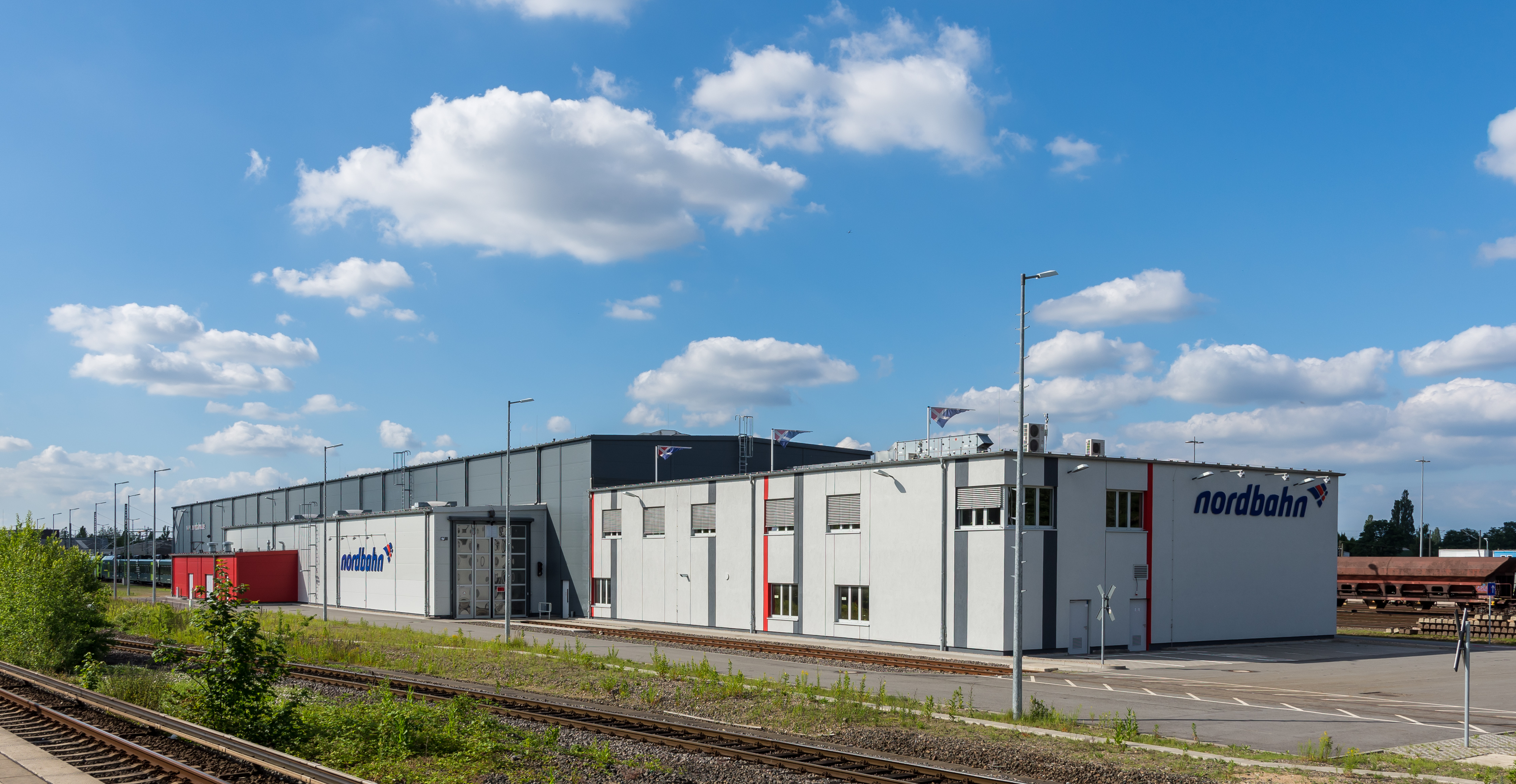
Betriebswerkstatt der Nordbahn
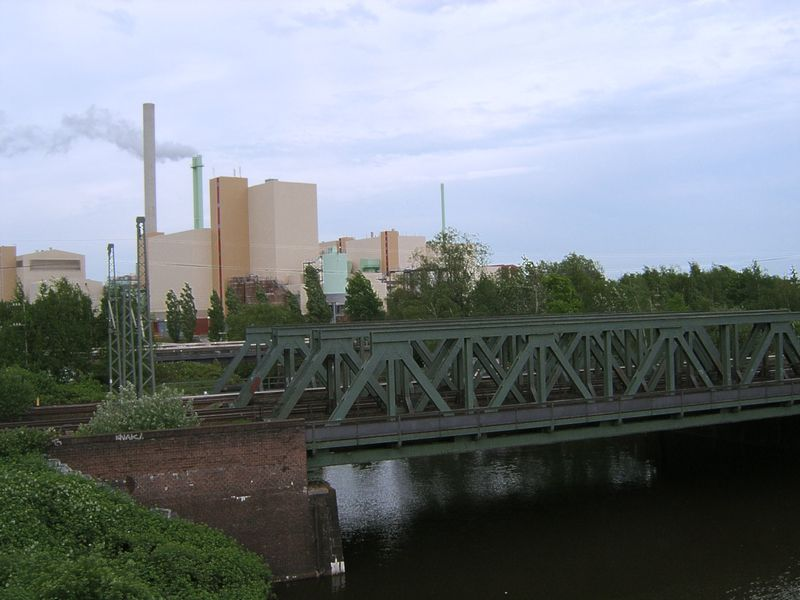
Eisenbahnbrücke über den Tiefstackkanal
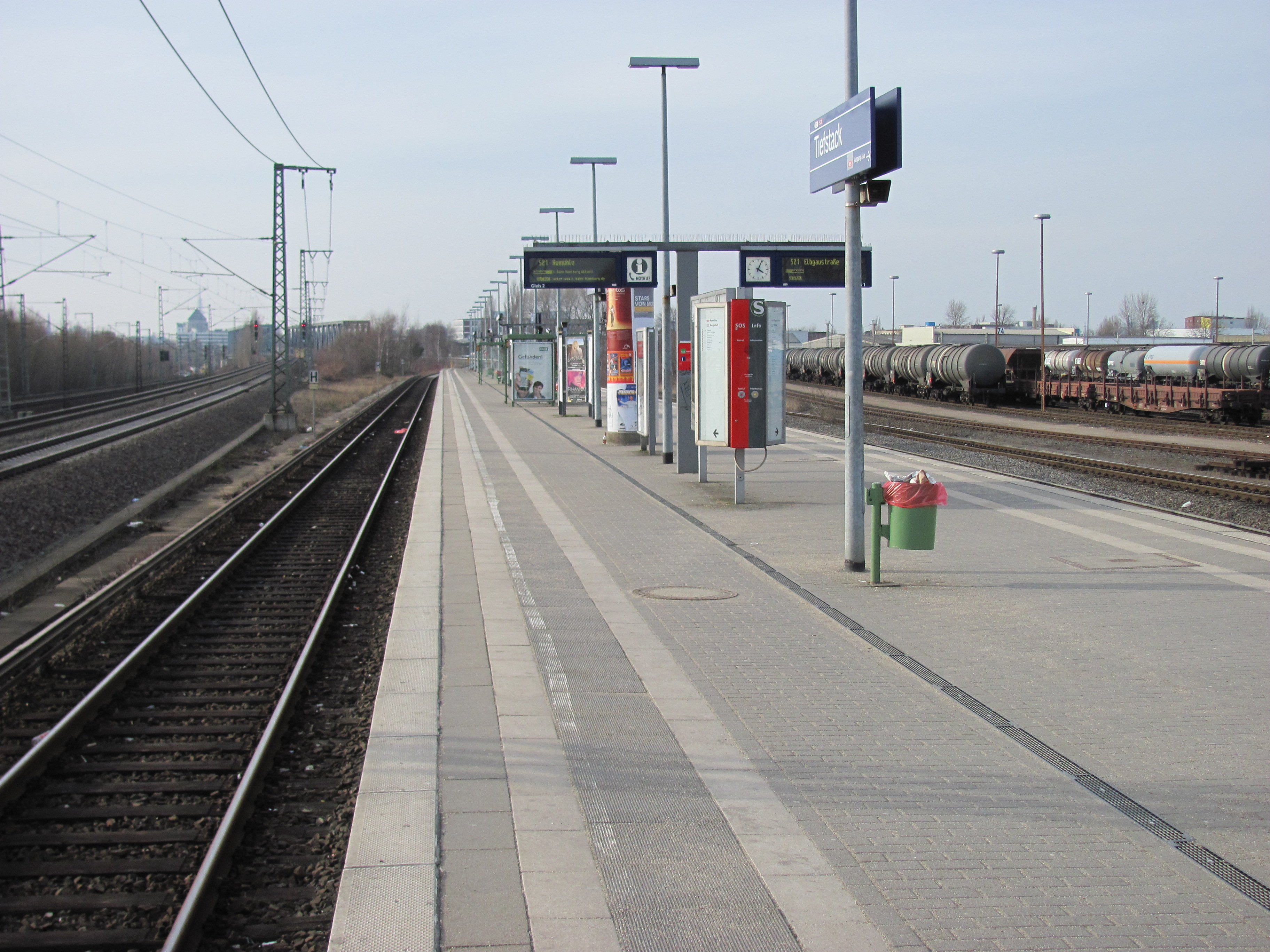
S-Bahn

Nördlich des S-Bahn-Haltepunkts befand sich ab 1907 ein Rangierbahnhof der Billwerder Industriebahn, die heute von der AKN betrieben wird. Dazwischen befand sich ein Bahnsteig für den Personenverkehr, der bis 1952 von den Zügen der Südstormarnschen Kreisbahn bedient wurde. Die Treppe zum Bahnsteig an der verlängerten Unterführung zum S-Bahnsteig ist heute noch erhalten und führt nun zur Betriebswerkstatt der Nordbahn.

### Buslinien
Tiefstack wird durch Buslinien der Verkehrsbetriebe Hamburg-Holstein (VHH) innerhalb des Hamburger Verkehrsverbundes (HVV) bedient. Dazu gehören die Metrobuslinie 3, die vom Kraftwerk Tiefstack über die S-Bahn-Station Tiefstack, Rothenburgsort, Hammerbrook, das Hamburger Zentrum mit der Mönckebergstraße und dem Rathausmarkt und der Neustadt, Altona-Nord, Bahrenfeld und Osdorfer Born bis zum Schenefelder Platz führt, die Buslinien 120, 122, 124 und 224, die vom Hamburger ZOB am Hauptbahnhof über Borgfelde, Rothenburgsort, Tiefstack weiter über die Vier- und Marschlande bis Altengamme bzw. bis nach Bergedorf führen und die Buslinie 119, die vom U und S-Bahnhof Elbbrücken mit Anschluss der Halbring-Metrobuslinie 25 über Hamm-Süd, Rothenburgsort, Tiefstack, Billbrook bis zum U-Bahnhof Billstedt führt.

### Tiefstackkanal
Der Tiefstackkanal verbindet die Bille und den Billbrookkanal mit der Billwerder Bucht, einen Altarm der Norderelbe. An der Mündung in die Billwerder Bucht befindet sich die 1902 erbaute Tiefstackschleuse. 
Der Tiefstackkanal dient, zusammen mit dem Billbrookkanal und der ab der Roten Brücke schiffbaren Bille, den in Billbrook angesiedelten Industriebetrieben als Transportweg.

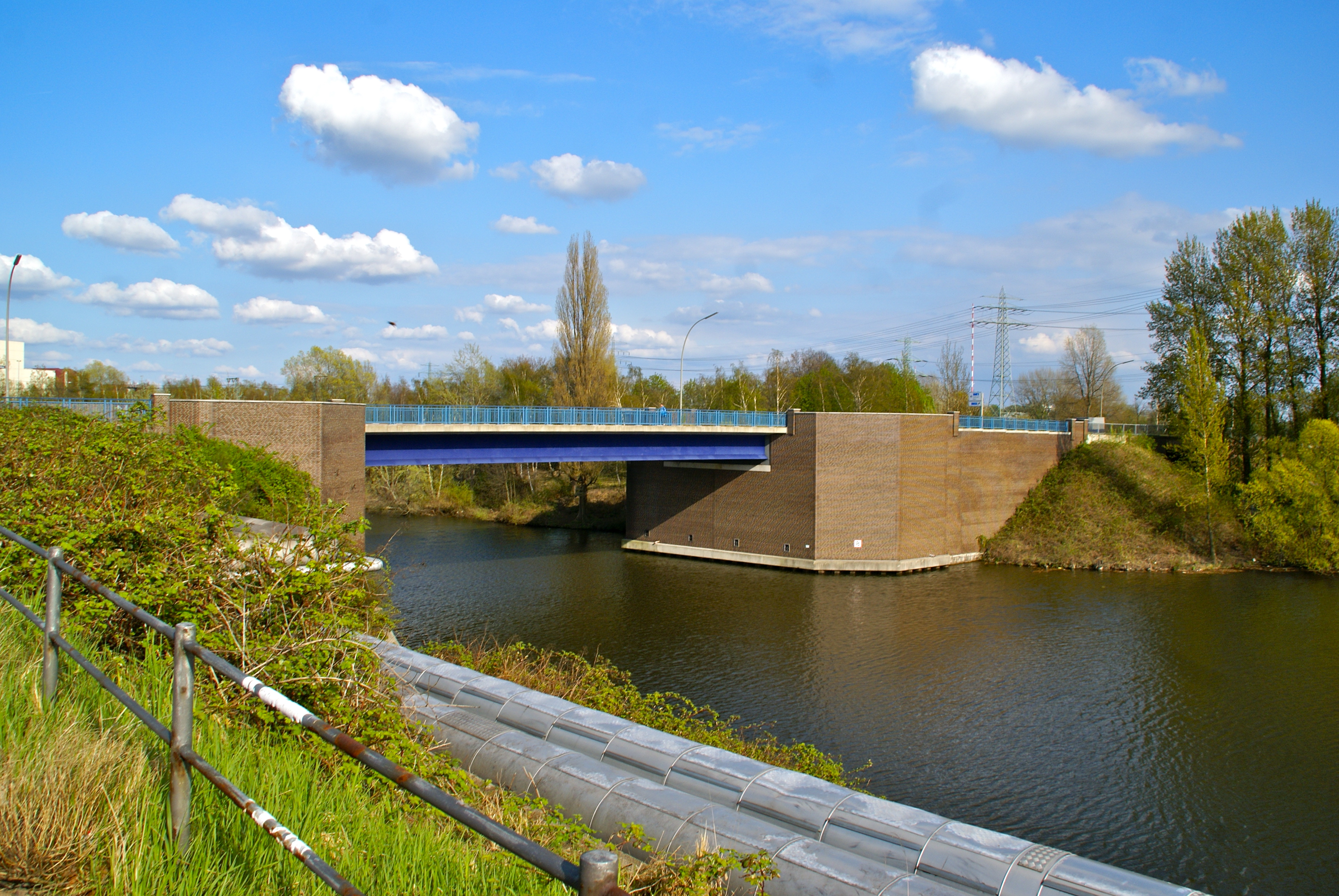
Straßenbrücke über den Tiefstackkanal
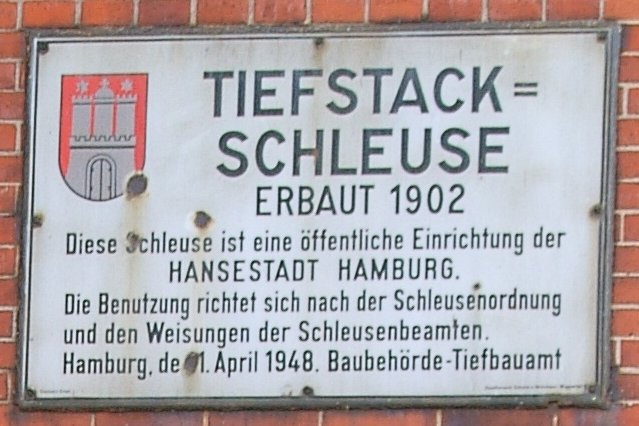
Schild an der Tiefstackschleuse